# Tom Turesson
Tomas "Tom" Turesson (født 17. maj 1942, død 13. december 2004) var en svensk fodboldspiller (angriber) og -træner.
På klubplan tilbragte Turesson størstedelen af sin karriere hos Hammarby IF, hvor han spillede i alt 15 sæsoner. Han havde også et to år langt ophold i belgisk fodbold hos Club Brugge.
Turesson nåede desuden 22 kampe og ni scoringer for Sveriges landshold, og repræsenterede sit land ved VM 1970 i Mexico.